# Слепозмейки (род)
Слепозмейки (лат. Typhlops) — род змей из семейства слепозмеек.

## Описание
Мелкие или средних размеров змеи, достигающие общей длины от 7 до 46 см. Поперёк тела проходят 16—24 ряда чешуй, при этом их число может быть как постоянным на всём протяжении туловища, так и снижаться. Вдоль середины туловища расположено 231—629 чешуй. Хвост занимает 0,9—5,6 % от общей длины, снизу покрыт 5—22 подхвостовыми щитками, а на конце имеет шип. Голова тупо закруглённая или сужается к концу. Глаза мелкие или среднего размера, могут быть как со зрачком, так и без него. От всех остальных представителей надсемейства Typhlopoidea отличаются формой предглазничного щитка — почти треугольного, передний край которого вытянут и касается третьего верхнегубного. Заглазничных щитков 1—2. Окраска обычно от светлой или золотисто-коричневой до коричневой сверху и золотисто-жёлтая снизу, но может быть розовой (без пигментации).
Левое лёгкое отсутствует, а трахейное, сердечное и правое лёгкие обычно многокамерные. Семенники несегментированные. Гемипенисы выворачиваемые, без заднеклоакальных мешков.

## Ареал
Большая часть видов населяет Вест-Индию, но два вида (T. coecatus и T. zenkeri) населяют Западную Африку. 

## Систематика
Долгое время всех представителей семейства Typhlopidae относили к этому роду, пока в 1960-х годах в отдельный род Ramphotyphlops не выделили австралийских представителей с закрученными гемипенисами и парными заднеклоакальными мешками. С 1990-х годов были выделены роды Acutotyphlops Afrotyphlops Cathetorhinus Cyclotyphlops Letheobia, Megatyphlops и Rhinotyphlops.
По данным Reptile Database на март 2025 года в состав рода включают 21 вид:
- Typhlops agoralionis
- Typhlops capitulatus
- Typhlops cubae
- Typhlops eperopeus
- Typhlops gonavensis
- Typhlops hectus
- Typhlops jamaicensis — ямайская слепозмейка
- Typhlops leptolepis
- Typhlops lumbricalis — червевидная слепозмейка
- Typhlops oxyrhinus
- Typhlops pachyrhinus
- Typhlops proancylops
- Typhlops pusillus
- Typhlops rostellatus
- Typhlops schwartzi
- Typhlops silus
- Typhlops sulcatus
- Typhlops sylleptor
- Typhlops syntherus
- Typhlops tetrathyreus
- Typhlops titanops

Кроме того, Пайрон и Валлах отнесли к этому роду два вида из Западной Африки, T. coecatus и T. zenkeri, которых ранее относили к роду Letheboia.